# 50美分
半美元 （英語：half dollar）是現行美国硬币的一种，面值等于0.5美元，即50美分 (50￠)，于1794年开始正式铸造生产。

## 版本一覽
50美分硬币自1796年正式发行以来，一共有9个主要版本。
| 银币            |                                              |
| 飘发自由女神    | 1794年－1795年                               |
| 波浪头像        | 小鹰 1796年－1797年                          |
| 波浪头像        | 国徽鹰 1801年－1807年                        |
| 带帽头像        | 大尺寸有题铭 1807年－1836年                  |
| 带帽头像        | 小尺寸无题铭 1836年－1839年                  |
| 坐姿自由女神    | 无题铭 1839年－1866年                        |
| 坐姿自由女神    | 有题铭 1866年－1891年                        |
| 巴伯硬币        | 1892年－1916年                               |
| 行走自由女神    | 1916年－1947年                               |
| 本傑明·富蘭克林 | 1948年－1963年                               |
| 约翰·肯尼迪     | 1964年                                       |
| 合金(4成銀)     |                                              |
| 约翰·肯尼迪     | 1965年－1969年                               |
| 约翰·肯尼迪     | 1970年（收藏版）                             |
| 约翰·肯尼迪     | 1976年（收藏版）                             |
| 合金(銅鎳)      |                                              |
| 约翰·肯尼迪     | 1971年－1974年,1977年－1986年,1988年－2001年 |
| 约翰·肯尼迪     | 1987年,2002－今（收藏版）                    |

## 外部連結
- United States Half Dollars at American Coin Online
- Kennedy Half Dollars（页面存档备份，存于） at CoinFacts.com
- 硬币资源网：美国硬币
- 美国发行硬币一览
- 美国发行的25美分硬币详细介绍（页面存档备份，存于）